# Brissago
Brissago (in tedesco Brisa, desueto, in dialetto ticinese Brissagh) è un comune svizzero di 1 778 abitanti del Canton Ticino, nel distretto di Locarno.

## Geografia fisica

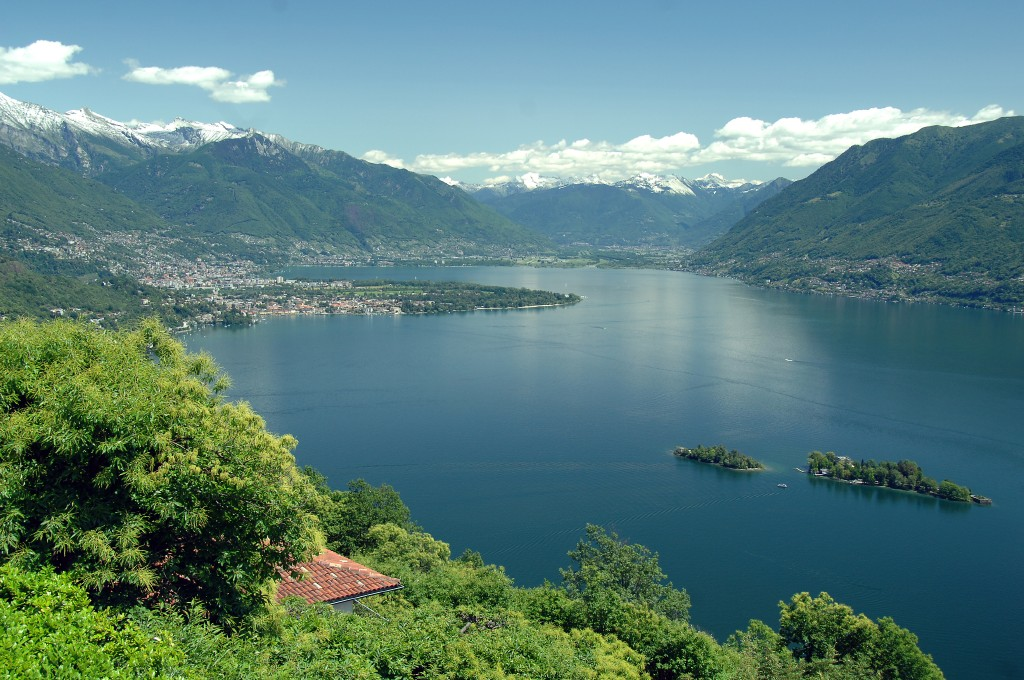
Le Isole di Brissago

Brissago si trova sulla sponda destra del Lago Maggiore, al confine con l'Italia. Nel territorio comunale sorgono le Isole di Brissago che, grazie alla loro posizione, godono di un ottimo clima e di una temperatura mite che consente la crescita anche di piante non adatte alla zona; su una di esse, infatti, sorge un giardino botanico.
La regione gode d'un buon soleggiamento con un numero moderato di precipitazioni annue, ma con diverse giornate ventose.

## Storia
Brissago è stata soggetta al dominio di Milano, soprattutto durante la signoria dei Visconti. Mentre il Locarnese aveva aderito alla Confederazione svizzera nel 1516, Brissago ebbe diverse incertezze e solo il 24 aprile 1521, giorno di San Giorgio, decise di sottomettersi ai Cantoni elvetici.

## Monumenti e luoghi d'interesse

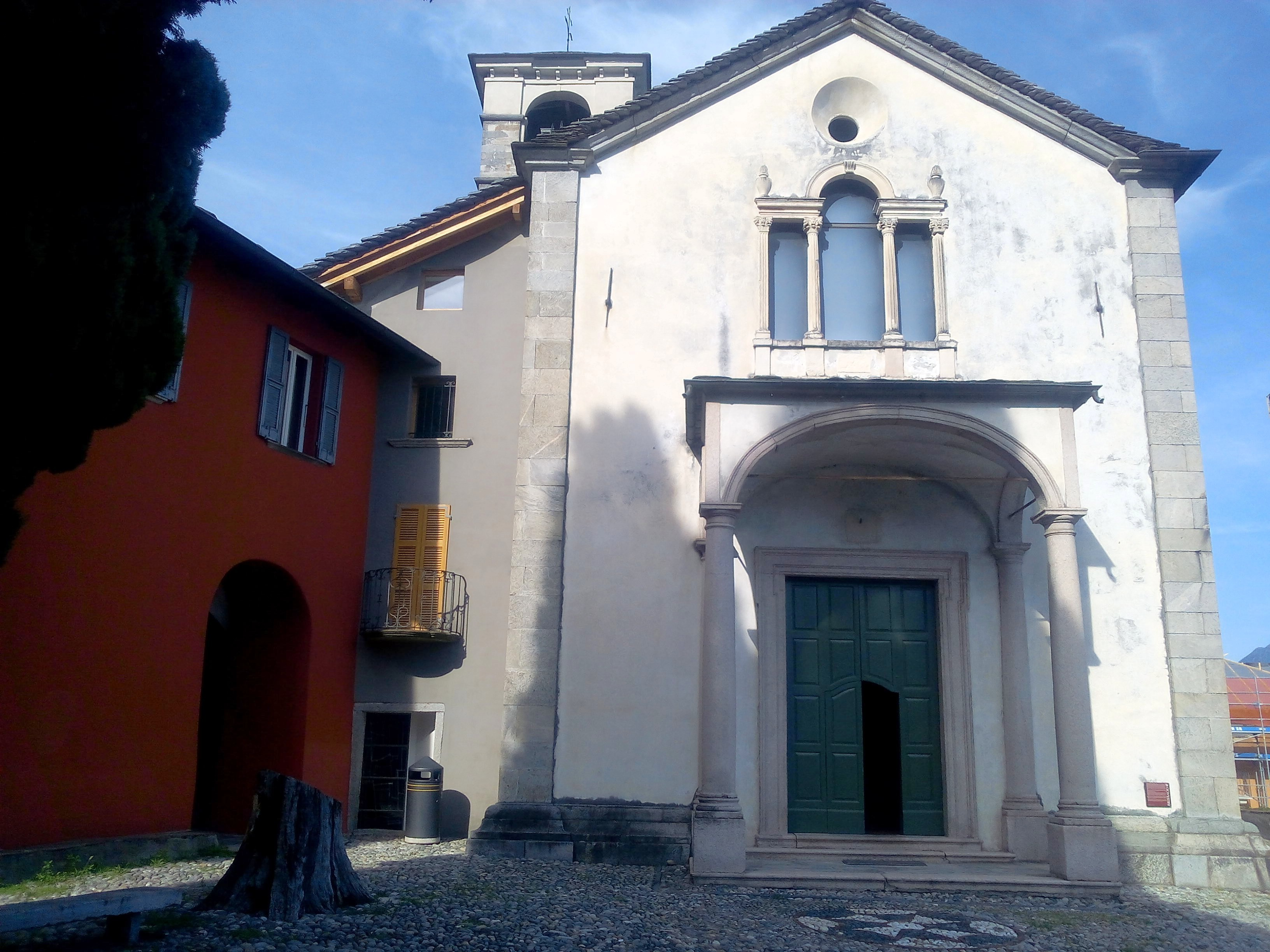
La chiesa parrocchiale dei Santi Pietro e Paolo

- Chiesa parrocchiale dei Santi Pietro e Paolo, del XVI-XVII secolo[1];
- Chiesa di Santa Maria di Ponte; nel suo portico riposano le spoglie di Ruggero Leoncavallo[senza fonte];
- Sacro Monte di Brissago;
- Oratorio di San Macario in località Piodina, documentato nel XVI secolo[senza fonte];
- Oratorio di Taja, del 1715 circa[senza fonte];
- Oratorio dei Santi Rocco e Sebastiano in località Incella, del 1681[senza fonte];
- Oratorio della Madonna del Buon Consiglio in località Porbetto, del XVI secolo[senza fonte];
- Oratorio di San Bartolomeo in località Porta, di origine medievale[senza fonte];
- Resti dell'antica basilica di San Pancrazio[1], risalente all'XI secolo[senza fonte];
- Palazzo Baccalà (1740-1750), in stile barocco;[3]
- Bosco Sacro di Mergugno, una riserva forestale orientata di maggiociondolo alpino;
- Capanna Al Legn.

## Società

### Evoluzione demografica
L'evoluzione demografica è riportata nella seguente tabella:
Abitanti censiti

## Geografia antropica

### Frazioni
Le frazioni di Brissago sono:
- Caccio
- Cadogno
- Cartogna
- Gadero
- Incella
- Madonna di Ponte
- Nevedone
- Noveledo
- Piazza
- Piodina
- Porta
- Rossorino
- Tecetto

## Amministrazione
Ogni famiglia originaria del luogo fa parte del cosiddetto comune patriziale e ha la responsabilità della manutenzione di ogni bene ricadente all'interno dei confini del comune.

### Gemellaggi
- Montalto Uffugo (CS)[senza fonte]